# 익산 함열향교 대성전
익산 함열향교 대성전(益山 咸悅鄕校 大成殿)은 대한민국 전북특별자치도 익산시 함라면, 함열향교에 있는 대성전이다. 1984년 4월 1일 전라북도의 문화재자료 제85호로 지정되었다.

## 참고 자료
- 함열향교대성전 - 국가유산청 국가유산포털